# Великі Ліси
Великі Ліси (рос. Большие Леса) — присілок у Боровицькому районі Новгородської області Російської Федерації.
Населення становить 17 осіб. Належить до муніципального утворення Прогреське сільське поселення.

## Історія
До 1927 року населений пункт перебував у складі Новгородської губернії. У 1927-1944 роках перебував у складі Ленінградської області.
Орган місцевого самоврядування від 2010 року — Прогреське сільське поселення.

## Населення
| 2000 | 2001 | 2002 | 2003 | 2004 | 2005 | 2006 |
| ---- | ---- | ---- | ---- | ---- | ---- | ---- |
| 18   | ↘17  | →17  | ↘12  | →12  | →12  | ↘10  |
| 2007 | 2008 | 2009 | 2010 |      |      |      |
| →10  | ↗12  | →12  | ↗17  |      |      |      |